# United States Tri-Nation Series 2025
Die United States Tri-Nation Series 2025 war ein Cricket-Turnier, das in den Vereinigten Staaten im ODI-Format ausgetragen wurde. Es war Bestandteil der ICC Cricket World Cup League 2 2024–2026. Am Drei-Nationen-Turnier, das vom 17. bis zum 27. Mai 2025 stattfand, traten neben dem Gastgeber aus den Vereinigten Staaten die Nationalmannschaft aus Kanada und Oman gegeneinander an. Die Vereinigte Staaten gewannen das Turnier.

## Vorgeschichte
Für alle Mannschaften war es die erste Tour der Saison.

## Format
In einer Gruppe spielte jede Mannschaft gegen jede andere zwei Mal. Für einen Sieg gab es zwei, für ein Unentschieden oder No Result einen Punkt.

## Stadion
Als Austragungsort wurde das folgende Stadion ausgewählt.
| Stadion                       | Stadt      | Kapazität | Spiele      |
| ----------------------------- | ---------- | --------- | ----------- |
| Central Broward Regional Park | Lauderhill | 25.000    | 1. – 6. ODI |

## Kaderlisten
Die Mannschaften gaben vor der Tri-Series folgende Kader bekannt.
| ODI | ODI | ODI |
| Vereinigte Staaten | Kanada | Oman |
| --- | --- | --- |
| - Monank Patel (K, wk) - Jessy Singh (VK) - Juanoy Drysdale - Andries Gous (wk) - Shayan Jahangir (wk) - Aaron Jones - Noshtush Kenjige - Sanjay Krishnamurthi - Milind Kumar - Yasir Mohammad - Saiteja Mukkamalla - Saurabh Netravalkar - Smit Patel (wk) - Harmeet Singh - Shadley van Schalkwyk | - Navneet Dhaliwal (K) - Saad Bin Zafar - Mansab Gill - Dilon Heyliger - Ajayveer Hundal - Nicholas Kirton - Parveen Kumar - Jatinderpal Matharu - Shreyas Movva (wk) - Yuvraj Samra - Kaleem Sana - Anop Santosh (wk) - Shivam Sharma - Jaskaran Singh - Pargat Singh - Harsh Thaker | - Jatinder Singh (K, wk) - Vinayak Shukla (VK, wk) - Shakeel Ahmed - Mujib Ali - Aryan Bisht - Muhammed Imran - Aamir Kaleem - Pruthvikumar Machhi - Sufyan Mehmood - Hammad Mirza (wk) - Mohammad Nadeem - Jay Odedra - Muzahir Raza - Hassnain Shah - Samay Shrivastava |

## Spiele
Tabelle
| Teams              | Sp. | S | N | NR | P | NRR    |
| ------------------ | --- | - | - | -- | - | ------ |
| Vereinigte Staaten | 4   | 3 | 1 | 0  | 6 | +1.330 |
| Oman               | 4   | 3 | 1 | 0  | 6 | +0.139 |
| Kanada             | 4   | 0 | 4 | 0  | 0 | −1.675 |

Spiele
| 17. Mai Scorecard | Lauderhill | Vereinigte Staaten 361-3 (50)           | – | Kanada 192 (46.2) |
|                   |            | Vereinigte Staaten gewinnt mit 169 Runs |   |                   |

Die Vereinigten Staaten gewannen den Münzwurf und entschieden sich als Schlagmannschaft zu beginnen. Als Spieler des Spiels wurde Smit Patel ausgezeichnet. 
| 19. Mai Scorecard | Lauderhill | Oman 217-6 (50)          | – | Kanada 202 (49) |
|                   |            | Oman gewinnt mit 15 Runs |   |                 |

Oman gewann den Münzwurf und entschied sich als Schlagmannschaft zu beginnen. Als Spieler des Spiels wurde Mohammad Nadeem ausgezeichnet. 
| 21. Mai Scorecard | Lauderhill | Oman 266 (49.4) / 14-0 (0.5)                     | – | Vereinigte Staaten 266-9 (50) / 13-0 (1) |
|                   |            | Spiel unentschieden (Oman gewinnt im Super Over) |   |                                          |

Die Vereinigten Staaten gewannen den Münzwurf und entschieden sich als Feldmannschaft zu beginnen. Als Spieler des Spiels wurde Jatinder Singh ausgezeichnet. 
| 23. Mai Scorecard | Lauderhill | Kanada 212 (48.4)                     | – | Oman 108-3 (23.1) |
|                   |            | Oman gewinnt mit 18 Runs (D/L method) |   |                   |

Oman gewann den Münzwurf und entschied sich als Schlagmannschaft zu beginnen. Das Spiel wurde auf Grund von Regenfällen abgesagt. 
| 25. Mai Scorecard | Lauderhill | Vereinigte Staaten 286-9 (50)          | – | Kanada 198 (46.1) |
|                   |            | Vereinigte Staaten gewinnt mit 88 Runs |   |                   |

Die Vereinigten Staaten gewannen den Münzwurf und entschieden sich als Schlagmannschaft zu beginnen. Als Spieler des Spiels wurde Shayan Jahangir ausgezeichnet.
| 27. Mai Scorecard | Lauderhill | Vereinigte Staaten 293-8 (50)         | – | Oman 284-9 (50) |
|                   |            | Vereinigte Staaten gewinnt mit 9 Runs |   |                 |

Oman gewann den Münzwurf und entschied sich als Feldmannschaft zu beginnen. Als Spieler des Spiels wurde Harmeet Singh ausgezeichnet.